# Tacinga funalis
Tacinga funalis ist eine Pflanzenart aus der Gattung Tacinga in der Familie der Kakteengewächse (Cactaceae). Das Artepitheton funalis leitet sich vom lateinischen Wort funis für ‚Seil‘ ab und verweist auf die schmalen zylindrischen Triebe der Art. Portugiesische Trivialnamen sind „Rabo de Rato“, „Rabo de Gato“, „Cipó de Espinho“, „Quipá Voador“ und „Trançaperna“.

## Beschreibung
Tacinga funalis wächst strauchig mit anfangs aufrechten, dann ausgespreizt oder anlehnend-kletternden, 1 bis 12 Meter langen, nur wenig verzweigten Trieben. Die leuchtend grünen Triebe sind drehrund, undeutlich gegliedert und weisen Durchmesser von 1 bis 2 Zentimetern auf. Vor allem jüngere Triebteile sind mit einem weißen Flaum bedeckt. Die bis 5 Millimeter langen Rudimente der Laubblätter fallen bald ab. Die auf den Trieben befindlichen braunen Areolen sind mit weißen Glochiden besetzt. Dornen sind nicht vorhanden.
Die hellgrünen bis etwas purpurfarbenen Blüten sind 7 bis 9 Zentimeter lang. Ihre Blütenhüllblätter sind stark zurückgeschlagen. Die lang schlank konischen bis keulenförmigen Früchte sind grün bis purpurfarben überhaucht. Sie sind 4 bis 5 Zentimeter lang und weisen Durchmesser von bis 2 Zentimetern auf. Ihre Areolen tragen Glochiden. Die Früchte enthalten 3 bis 5 Samen, sind jedoch häufig steril und sprossend.

## Verbreitung, Systematik und Gefährdung
Tacinga funalis ist im Nordosten Brasiliens in der Caatinga-Vegetation in Höhenlagen von 380 bis 950 Metern verbreitet.
Die Erstbeschreibung erfolgte 1919 durch Nathaniel Lord Britton und Joseph Nelson Rose. Ein nomenklatorisches Synonym ist Opuntia funalis (Britton & Rose) G.D.Rowley (2006).
Tacinga funalis wird in der Roten Liste gefährdeter Arten der IUCN als „Least Concern (LC)“, d. h. nicht gefährdet, eingestuft.

## Nachweise